# ييبي هانسن
ييبي هانسن (بالدنماركية: Jeppe Hansen)‏ هو لاعب كرة قدم دنماركي في مركز الهجوم، ولد في 10 فبراير 1989 في فريديريكا في الدنمارك. لعب مع FC Fredericia ‏.